# Colfax (Wisconsin)
Colfax es una villa ubicada en el condado de Dunn en el estado estadounidense de Wisconsin. En el Censo de 2010 tenía una población de 1.158 habitantes y una densidad poblacional de 316,42 personas por km².

## Geografía
Colfax se encuentra ubicada en las coordenadas 44°59′52″N 91°43′36″O / 44.99778, -91.72667. Según la Oficina del Censo de los Estados Unidos, Colfax tiene una superficie total de 3.66 km², de la cual 3.58 km² corresponden a tierra firme y (2.05%) 0.08 km² es agua.

## Demografía
Según el censo de 2010, había 1.158 personas residiendo en Colfax. La densidad de población era de 316,42 hab./km². De los 1.158 habitantes, Colfax estaba compuesto por el 97.15% blancos, el 0.35% eran afroamericanos, el 0.6% eran amerindios, el 0% eran asiáticos, el 0% eran isleños del Pacífico, el 0.17% eran de otras razas y el 1.73% pertenecían a dos o más razas. Del total de la población el 1.73% eran hispanos o latinos de cualquier raza.